# Finalismo
El Finalismo es un movimiento literario originado en 1996 por la ensayista Margarita Márquez Padorno.

## Razón
“Finalismo” es un movimiento literario, creado por Margarita Márquez Padorno y que tuvo su máxima rúbrica con la publicación de la antología Finalismo, cinco poetas que cerrarán el siglo, publicada como número dos de la Colección Baños del Carmen en Ediciones Vitruvio. Si bien, antes de esta obra, vio la luz una revista de literatura y pensamiento, con el mismo nombre y dirigida por el poeta Alfonso Román Gota, y un ciclo bajo el título Poesía joven actual, dirigido por Pedro Bustamante y realizado en la Casa de Aragón de Madrid en diciembre de 1994.

## Integrantes
Los poetas y escritores integrantes del movimiento y de la antología fueron Alfonso Román Gota, Alfonso Berrocal Betés, Pablo Méndez, Sergio Rodríguez Prieto y Oscar Canelas, todos ellos nacidos en los primeros años setenta, Román Gota el de mayor edad, nacido en 1971, Berrocal en 1973, Méndez en 1975, Rodríguez Prieto en 1976 y Oscar Canelas en 1977.

## Características
Ante la salida de la antología “Finalismo”, algunos críticos comentaron la sorpresa ante la juventud del grupo y las claras coincidencias que existían entre ellos. “Finalismo” dejó ver una poesía de verso blanco, escrita bajo el marco de la ciudad y con un sentimiento existencial muy pronunciado en todos los poetas del grupo. Los autores integrantes de “Finalismo” se alejaban de la poesía de corte clásico y claramente realista que imperaba en los primeros noventa buscando una voz más abierta a la imaginación y a la construcción de una poética basada en la vida real pero siempre con un amarre metafórico y valiente.

## Evolución
De los cinco integrantes de “Finalismo” cuatro de ellos han seguido brillantemente vinculados a la literatura, el mayor, Román Gota es autor de los libros, ”Huérfanos de padres vivos” y “Universo” con el que obtuvo el premio Eladio Cabañero. Alfonso Berrocal Betés, es autor de Asceta” y La habitación del huésped, libro que estuvo seleccionado entre los finalistas del Premio Nacional de poesía de 2008, es doctor en Filosofía y especialista en María Zambrano. Con el ensayo Poesía y Filosofía: María Zambrano, la generación del 27 y Emilio Prados obtuvo el X Premio Internacional de Investigación Literaria Gerardo Diego (2010). Pablo Méndez es autor de dos novelas, entre las que destaca Taller de poesía, novela sobre la poesía del siglo XX que ha sido recomendada en colegios e institutos, y de varios libros de poesía, todos ellos agrupados en el volumen Cadena perpetua, cuya tercera edición ha realizado en 2009 la Asociación de editores de poesía. Su último libro de poesía, Ana Frank no puede ver la luna fue premio de la Critica de Madrid, 2010. También ha publicado tres libros de ensayo, donde debemos destacar Alba y ocaso del primer libro, una reflexión sobre como publicaron su primer libros grandes autores del siglo XX. Es colaborador habitual de la emisora radiofónica Onda Madrid y director de Ediciones Vitruvio. Sergio Rodríguez Prieto también ha alternado la publicación de narrativa con poesía, es autor de los poemarios Sal y Las propiedades del cristal, con el que obtuvo el premio Rafael Pérez Estrada; como narrador publicó el libro de cuentos La pieza y la novela Canto rodado, que fue Premio Tiflos en 2007. Quizá más vinculado que los otros miembros al universo de Internet, su libro Las propiedades del cristal, desarrolla un espacio virtual de poesía y videoarte. Como traductor es autor del libro Señas de identidad, una antología de poesía belga contemporánea.